# Ель-Вісо
Ель-Вісо (ісп. El Viso) — муніципалітет в Іспанії, у складі автономної спільноти Андалусія, у провінції Кордова. Населення — 2822 особи (2010).
Муніципалітет розташований на відстані близько 240 км на південний захід від Мадрида, 70 км на північ від Кордови.

## Демографія
Динаміка населення (INE ):

## Галерея зображень

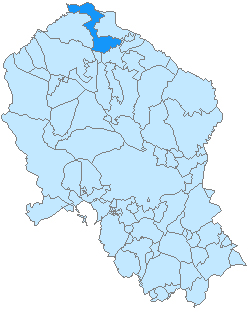
Розташування муніципалітету у провінції Кордова